# Jezioro Wolskie
Jezioro Wolskie – jezioro w woj. kujawsko-pomorskim, w powiecie żnińskim, w gminie Rogowo, leżące na terenie Pojezierza Chodzieskiego.

## Charakterystyka
Jest to jezioro rynnowe. Otoczone jest głównie obszarami rolniczymi, przejrzysta i w miarę czysta woda stwarza dobre warunki do letnich kąpieli. Nad jeziorem w Izdebnie znajduje się zaniedbane kąpielisko. Miejscowości znajdujące się nad tym jeziorem to Izdebno, Wola i Wiewiórczyn.

## Dane morfometryczne
Powierzchnia zwierciadła wody według różnych źródeł wynosi od 175,0 ha do 185,0 ha.
Zwierciadło wody położone jest na wysokości 93,3 m n.p.m. lub 94,0 m n.p.m. Średnia głębokość jeziora wynosi 11,3 m, natomiast głębokość maksymalna 28,2 m.
W oparciu o badania przeprowadzone w 2003 roku wody jeziora zaliczono do II klasy czystości i II kategorii podatności na degradację.
W roku 1994 wody jeziora zaliczono do wód II klasy czystości, natomiast w 1982 roku do wód pozaklasowych.